# Stanko Klinar
Stanislav (Stanko) Klinar, slovenski jezikoslovec anglist, prevajalec in planinski publicist. * 29. april 1933, Hrušica pri Jesenicah, † 13. april 2023, Ljubljana.

## Življenje in delo
Maturo je opravil na Jesenicah leta 1951, angleščino in nemščino je doštudiral na Filozofski fakulteti v Ljubljani leta 1956.
V letu 1957/58 je odslužil vojaščino, 1958–1960 je poučeval angleščino in zgodovino na Osnovni šoli Prežihovega Voranca na Jesenicah, 1960–1968 je bil učitelj angleščine, nemščine ter slovenščine na Gimnaziji Jesenice in vzporedno na nekaterih drugih gorenjskih srednjih šolah ter na jeseniški Delavski univerzi. Leta 1968 je postal lektor za moderni angleški jezik na Oddelku za anglistiko in amerikanistiko Filozofske fakultete Univerze v Ljubljani, leta 1985 je bil izvoljen v naziv višji predavatelj za predmet angleščina. Na teme prevajalstva in planinstva in povezave med njima (imenoslovje, pravopis, terminologija) je predaval na raznih tečajih in šolskih ustanovah, zlasti za DZTPS in za gorske vodnike, sodeloval pri kompilaciji večjezičnega Planinskega terminološkega slovarja (COBISS) in pisal spremne besede k planinskim monografijam drugih avtorjev (npr. Tone Škarja, Kangčendzega – Gora usode, Jože Mihelič, Dober dan, Triglavski narodni park). V mladih letih je bil alpinist in gorski vodnik. Doktoriral je leta 1996, v naziv docenta je bil izvoljen leta 1997.
V slovenščino je prevedel štiri leposlovne knjige, med njimi Conana Doyla in Zana Greya, v angleščino pa knjigo Zakladi Slovenije.
Imel je štiri otroke in šest vnukov, živel je v Ljubljani in v Mojstrani.

## Priznanja
- častni član Društva znanstvenih in tehniških prevajalcev Slovenije
- 1997 zlati častni znak Planinske zveze Slovenije

### Jezikoslovje
- Aspects of English Word Formation. Ljubljana: Filozofska fakulteta, 1974. 181 str. (2. dop. izd. z vajami Margaret Davis, 1977, 93 str., peta izdaja 2001, ponatis 2008); 5. izdaja, 2. ponatis (2012), ima naslov English word-formation with exercises.
- A Guide to Irregular Verbs in Modern English. Ljubljana: Filozofska fakulteta, 1975. 110 str.
- Slovenski toponimi v nemških besedilih (s Käthe Grah). Ljubljana: Univerza v Ljubljani, 1982, 2000, 2006.
- Gradivo za vaje iz prevajanja v angleščino. Ljubljana: FF, 1982.(COBISS) Tretja, spremenjena izdaja iz leta 1994(COBISS) vsebuje obsežno analizo najpogostejših napak pri prevajanju iz slovenščine v angleščino in slovarček slovenskih členkov in njihovih angleških ekvivalentov.
- Slovenska zemljepisna imena v angleških besedilih. Ljubljana: Filozofska fakulteta, 1988. 130 str.; ponatisa 1994 in 2003 imata 185 str.
- Prispevki k tehniki prevajanja iz slovenščine v angleščino. Radovljica: Didakta, 1996. 295 str.

### Planinska publicistika
- Karavanke: Planinski vodnik. Ljubljana: PZS, 1971, 210 str., 4. izdaja 1997 ima 316 str.
- How to climb Triglav: A short guide to Triglav. Compiled and translated by Stanko Klinar. Ljubljana: Planinska založba, 1979,(COBISS) 1991, 2005.
- Sto slovenskih vrhov. Ljubljana: Prešernova družba, 1991.
- Neznana Slovenija (s Francetom Steletom). Ljubljana: Cankarjeva založba, 1991.
- Aljažev zbornik (uredil s soavtorji). Celje: Mohorjeva družba, 1993, 302 strani.
- Kdo je skrivnostni Slavin? Aljažev zbornik. Celje: Mohorjeva družba, 1993. 49–58 (povzeto po objavi v PV 1992).
- Valentin Stanič: Prvi alpinist v Vzhodnih Alpah: Ob dvestoletnici njegovih vzponov na Veliki Klek in Watzmann leta 1800: Zbornik (uredništvo). Ljubljana: Planinska zveza Slovenije, 2000. 158 str.(COBISS) Dopolnjeno v članku O Valentinu Staniču in slovenskem alpinizmu skozi bavarsko-slovensko perspektivo.(COBISS)
- Slomškova pot: Priročnik za pešpotnike in romarje. Celje: Mohorjeva družba, 2002.
- Leposlovna žetev zadnjega desetletja. Planinski zbornik, 2003. 103-119. (COBISS)
- 55-krat Karavanke: Izletniški vodnik, 2005. 192 str.
- Dovje in Mojstrana: Vodnik za izletnike in planince. Celje: Mohorjeva družba, 2007. Angleški prevod pod naslovom Walks and climbs around Dovje and Mojstrana: A tourist guide (2008) (COBISS) in nemški pod naslovom Dovje und Mojstrana: Führer für Ausflügler und Bergsteiger (2009).